# Жажда (альбом)
Жажда — первый советский миньон рок-группы «Аквариум», выпущенный фирмой «Мелодия» в виде грампластинки. В диск-миньон вошли четыре песни из альбомов «День Серебра» и «Дети Декабря» (записи из студии Андрея Тропилло). Есть отличия от альбомных версий этих песен: «Колыбельная» представлена целиком от начала до конца, тогда как в альбоме она мягко выплывает из предыдущей песни, песня «Танцы на грани весны» представлена без кукования кукушки в начале и конце песни, а песня «Пока не начался джаз» начинается с инструментала перед текстом.

## Участники записи
- БГ — голос, гитары
- В. Гаккель — виолончель
- А. Куссуль — скрипка
- А. Титов — бас
- П. Трощенков — ударные
- С. Курёхин — korg
- А. Романов — флейта

## Список композиций

### Сторона 1
1. Жажда (3:50)
2. Колыбельная (3:07)

### Сторона 2
1. Танцы на грани весны (4:35)
2. Пока не начался джаз (2:25)

Музыка и слова Бориса Гребенщикова.
Звукорежиссёр А. Тропилло
Редактор А. Устин
Художник А. Флоренский